# 凱氏銼甲鯰
凱氏銼甲鯰，為輻鰭魚綱鯰形目甲鯰科的其中一種，為溫帶淡水魚，分布於南美洲巴西Laguna dos Patos湖流域，體長可達12.8公分，棲息在沙石或泥底質、褐色水質底層水域，生活習性不明。

## 扩展阅读
維基物種上的相關：凱氏銼甲鯰